# 25 Years Celebration
25 Years Celebration è un doppio album dei The Dubliners pubblicato nel 1987.

## Tracce

### CD 1
1. Dubliners
2. Rose Of Allendale
3. Salonika
4. Reels - Cooleys/The Dawn/Mullingar Races
5. Now I'm Easy (feat. Stockton's Wing)
6. Sally Wheatley
7. Orò Sè Do Bheatha 'Bhaile
8. The Irish Rover (feat. The Pogues)
9. Molly Malone
10. Protect And Survive
11. Planxty Irwin
12. Three Score And Ten
13. Dont't Get Married, Girl
14. Luke - A Tribute (Christy Moore)

### CD 2
1. Ballad Of St.Anne's Reel
2. Cill Chais
3. Cùnla (feat. Stockton's Wing)
4. Clavalitos
5. Jigs - Humours Of Glendart/Saddle The Pony/Brian O'Lynn
6. Leaving Nancy
7. O'Connel's Steam Engine (Paddy Reilly)
8. Rambling Rover
9. The Last Of The Great Whales
10. Mountain Dew (feat. The Pogues)
11. Red Roses for Me
12. Marino Waltz
13. Cod Liver Oil
14. I Loved The Ground She Walked Upon (Jim McCann)
15. Love Is Pleasing
16. Sick Note